# Gunung Sugih (Salem)
Gunung Sugih is een bestuurslaag in het regentschap Brebes van de provincie Midden-Java, Indonesië. Gunung Sugih telt 1742 inwoners (volkstelling 2010).